# Danaea betancurii
Danaea betancurii är en kärlväxtart som beskrevs av A. Rojas. Danaea betancurii ingår i släktet Danaea, och familjen Marattiaceae. Inga underarter finns listade i Catalogue of Life.